# Дипика Какар
Дипика Какар (на английски: Dipika Kakar) е индийска телевизионна актриса, най-известна от ролята ѝ като Симар Прем Барадвач в сериала „Ритъмът на мечтите“.

## Кариера
Започва актьорска си кариера в телевизията с ролята на Лакшми в митологичното шоу „Neer Bhare Tere Naina Devi“. След това играе в „Agle Janam Mohe Bitiya Hi Kijo“ в ролята на Рекха.
Участва като състезателка-танцьорка в осмия сезон на индийското телевизионно реалити-шоу „Jhalak Dikhhla Jaa“.
През 2011 г. участва в главната роля на Симар Прем Барадвач в индийската драма „Ритъмът на мечтите“. Отказва се от участие в него през 2017 г. През 2017 г. е участник в друго индийско телевизионно реалити-шоу „Nach Baliye 8“ заедно с Шоайб Ибрахим.

## Личен Живот
Какар е омъжена за Раунак Самсън в продължение на две години. Развеждат се през януари 2015 г. Въпреки това, след участието ѝ в сериала „Ритъмът на мечтите“, двамата фиксират нова дата за брака си.

## Телевизия
| Година      | Филм                              | Роля                                                          |  |
| ----------- | --------------------------------- | ------------------------------------------------------------- |  |
| 2010        | Neer Bhare Tere Naina Devi        | Лакшми                                                        |  |
| 2010 – 2011 | Agle Janam Mohe Bitiya Hi Kijo    | Рекха (Сестрата на Лали)                                      |  |
| 2011 – 2017 | Sasural Simar Ka                  | Симар Прем Барадвач (главна роля)                             |  |
| 2012        | Kairi – Rishta Khatta Meetha      | Симар Прем Барадвач (в седмични кръстосани епизоди)           |  |
| 2014        | Beintehaa                         | Симар Прем Барадвач (специален епизод като приятелка на Алия) |  |
| 2015        | Shastri Sisters                   | Симар Прем Барадвач                                           |  |
| 2015        | Jhalak Dikhhla Jaa 7              | Гост                                                          |  |
| 2015        | Comedy Nights With Kapil          | Гост (за да промотира Jhalak)                                 |  |
| 2015        | Jhalak Dikhhla Jaa 8              | Участничка                                                    |  |
| 2015 – 2016 | Swaragini – Jodein Rishton Ke Sur | Симар Прем Барадвач                                           |  |
| 2016        | Balika Vadhu                      | Симар Прем Барадвач                                           |  |
| 2017        | Nach Baliye                       | Себе Си (състезателка)                                        |  |
| 2017        | Koi Laut Ke Aaya Hai              | Себе си                                                       |  |

## Награди
- Най-добра актриса – Бороплюс златни награди 2015
- Най-добра актриса в главна роля (Критици) – Бороплюс златни награди 2016